# جيروم دايسون
جيروم دايسون (بالإنجليزية: Jerome Dyson)‏ مواليد 1 مايو 1987 في روكفيل، هو لاعب كرة سلة أمريكي. بدأ مسيرته الاحترافية في سنة 2010. يحمل الرقم 2. يبلغ طوله 6 قدم 3 بوصة (1.9 م). حقق المركز الثالث في دورة الألعاب الأمريكية 2011.

## المسيرة الاحترافية
لعب مع أوكلاهوما سيتي بلو من سنة 2010 إلى 2012، ثم لعب مع نيو أورلينز بيليكانز في سنة 2012، ثم لعب مع نيو باسكت برينديزي في الدوري الإيطالي في موسم 2013–2014، ثم لعب مع دينامو باسكت ساساري في موسم 2014–2015.

## الميداليات
| الميدالية | المسابقة                    |
| --------- | --------------------------- |
| برونزية   | دورة الألعاب الأمريكية 2011 |

## إحصائيات المسيرة

### الدوري الأوروبي
| السنة   | الفريق              | لعب | بدأ | دقيقة | ميداني% | ثلاثية | حرة  | ارتداد | صنع | استلاب | تصدي | نقطة | أداء |
| ------- | ------------------- | --- | --- | ----- | ------- | ------ | ---- | ------ | --- | ------ | ---- | ---- | ---- |
| 2014–15 | دينامو باسكت ساساري | 10  | 10  | 23.9  | .353    | .289   | .531 | 2.5    | 3.0 | 1.7    | .1   | 10.2 | 5.9  |
| المسيرة |                     | 10  | 10  | 23.9  | .353    | .289   | .531 | 2.5    | 3.0 | 1.7    | .1   | 10.2 | 5.9  |

### الرابطة الوطنية لكرة السلة
| السنة   | الفريق               | لعب | بدأ | دقيقة | ميداني% | ثلاثية | حرة  | ارتداد | صنع | استلاب | تصدي | نقطة |
| ------- | -------------------- | --- | --- | ----- | ------- | ------ | ---- | ------ | --- | ------ | ---- | ---- |
| 2011–12 | نيو أورلينز بيليكانز | 9   | 1   | 20.0  | .396    | .125   | .778 | 2.1    | 2.0 | 1.2    | .2   | 7.4  |
| المسيرة |                      | 9   | 1   | 20.0  | .396    | .125   | .778 | 2.1    | 2.0 | 1.2    | .2   | 7.4  |

## روابط خارجية
- جيروم دايسون على موقع الدوري الأوروبي لكرة السلة (الإنجليزية)
- جيروم دايسون على موقع إن بي أي (الإنجليزية)
- جيروم دايسون على موقع سبورتس رفرنس (الإنجليزية)
- جيروم دايسون على موقع كرة السلة الأوروبية.كوم (الإنجليزية)
- جيروم دايسون على موقع كلية كرة السلة في سبورتس رفرنس.كوم (الإنجليزية)
- جيروم دايسون على موقع ريلجم (الإنجليزية)
- جيروم دايسون على موقع بروبوليرز (الإنجليزية)
- جيروم دايسون على موقع سبورتس رفرنس (الإنجليزية)
- جيروم دايسون على موقع سبورتس رفرنس (الإنجليزية)